# Emi Wada
Emi Wada (jap. 和田 惠美 Wada Emi; ur. 18 marca 1937 w Kioto, zm. 13 listopada 2021) – japońska projektantka kostiumów filmowych i okazjonalnie również filmowej scenografii. Zdobywczyni Oscara za najlepsze kostiumy do filmu Ran (1985) Akiry Kurosawy. Z Kurosawą pracowała również przy filmie Sny (1990). 

## Życiorys
Zaprojektowała kostiumy do filmów tak uznanych reżyserów, jak Kon Ichikawa (Księżniczka z Księżyca), Hiroshi Teshigahara (Rikyu), Nagisa Oshima (Tabu) czy Zhang Yimou (Hero). Wielokrotnie współpracowała z brytyjskim twórcą Peterem Greenawayem (Księgi Prospera, Pillow Book, 8 i pół kobiety).
Dwukrotnie nominowana do nagrody BAFTA – za filmy Ran i Dom latających sztyletów. Laureatka nagrody Emmy za kostiumy do telewizyjnego spektaklu Król Edyp (1993) w reżyserii Julie Taymor.
Tworzyła również kostiumy do spektakli operowych (m.in. premierowe wykonanie opery Tana Duna The First Emperor z 2006 r.) i baletowych (np. The Peony Pavillion autorstwa Fei Bo z 2008 r., wystawiony przez Narodowy Balet Chiński).
Prywatnie żona japońskiego reżysera Bena Wady, z którym byli małżeństwem od 1957 r. do jego śmierci w 2011 r.

## Filmografia

### kostiumy
- 1973: Marco
- 1985: Ran
- 1986: Rokumeikan
- 1987: Księżniczka z Księżyca (Taketori monogatari)
- 1989: Yume no matsuri
- 1989: Rikyu
- 1990: Sny (Yume)
- 1991: Księgi Prospera (Prospero's Books)
- 1993: Białowłosa narzeczona (Bai fa mo nu zhuan)
- 1993: Białowłosa narzeczona 2 (Bai fa mo nu zhuan II)
- 1996: Pillow Book (The Pillow Book)
- 1997: Siostry Soong (Song jia huang chao)
- 1998: Sztormowi jeźdźcy (Fung wan: Hung ba tin ha)
- 1999: 8 i pół kobiety (8 ½ Women)
- 1999: Tabu (Gohatto)
- 2002: Hero (Ying xiong)
- 2004: Dom latających sztyletów (Shi mian mai fu)
- 2006: Wu Qingyuan
- 2006: Niespokojny (Joong-cheon)
- 2009: Wojownik i wilk (Lang zai ji)
- 2010: Jian yu
- 2012: Wu Dang (Da Wu Dang zhi tian di mi ma)
- 2017: Dang kou feng yun

### scenografia
- 1996: Pillow Book (The Pillow Book)
- 1999: 8 i pół kobiety (8 ½ Women)
- 2006: Wu Qingyuan